# 石橋友恵
石橋 友恵（いしばし ともえ、1989年-）は、福岡県出身のアナウンサー。

## プロフィール
- 福岡県出身、福岡県立筑紫丘高等学校を経て早稲田大学卒業。
- テレビ朝日アスクでの受講経験を経て[2]、2013年に鹿児島放送へアナウンサーとして入社。( 同期入社は北﨑千香子 )
- 2014年秋ごろに鹿児島放送を退社、2014年11月からテレビ西日本の番組にリポーターとして出演。
- テレビ西日本アナウンサーの四位知加子とは同じ高校の出身であり（四位が3年生だった時に石橋は1年生だった）、高校の体育祭でチアリーディングを一緒にやったことが仲良くなるきっかけ[3]。

## 担当・出演番組

### 現在
- TNCニュース

### 過去

#### テレビ西日本
- TNCスーパーニュース

#### 鹿児島放送
- KKBスーパーJチャンネル - 金曜キャスター（2014年4月4日から9月26日まで）、リポーター
- KKBスーパーJチャンネル めざせ!甲子園（2013年）
- 夢かごしま応援宣言2013 (鹿児島放送が行っている自社イベント)
- KKBニュース